# Les Bar'am
Les Bar'am (hebrejsky: יער ברעם, Ja'ar Bar'am, někdy též plurál יערות ברעם, Ja'arot Bar'am) je lesní komplex v Izraeli, v Horní Galileji.
Rozkládá se východně od turisticky zpřístupněných ruin starověkého židovského sídla Bar'am a středověkého arabského sídla Kafr Bir'im (Národní park Bar'am), cca 2 kilometry jihozápadně od moderní vesnice Bar'am. Zahrnuje rozsáhlé plochy lesních porostů v kopcovitém terénu na soutoku vádí Nachal Civ'on a Nachal Dišon. Na severním okraji vystupuje vrch Har Šifra (734 m n. m.), na východě je to kopec Har Pu'a.

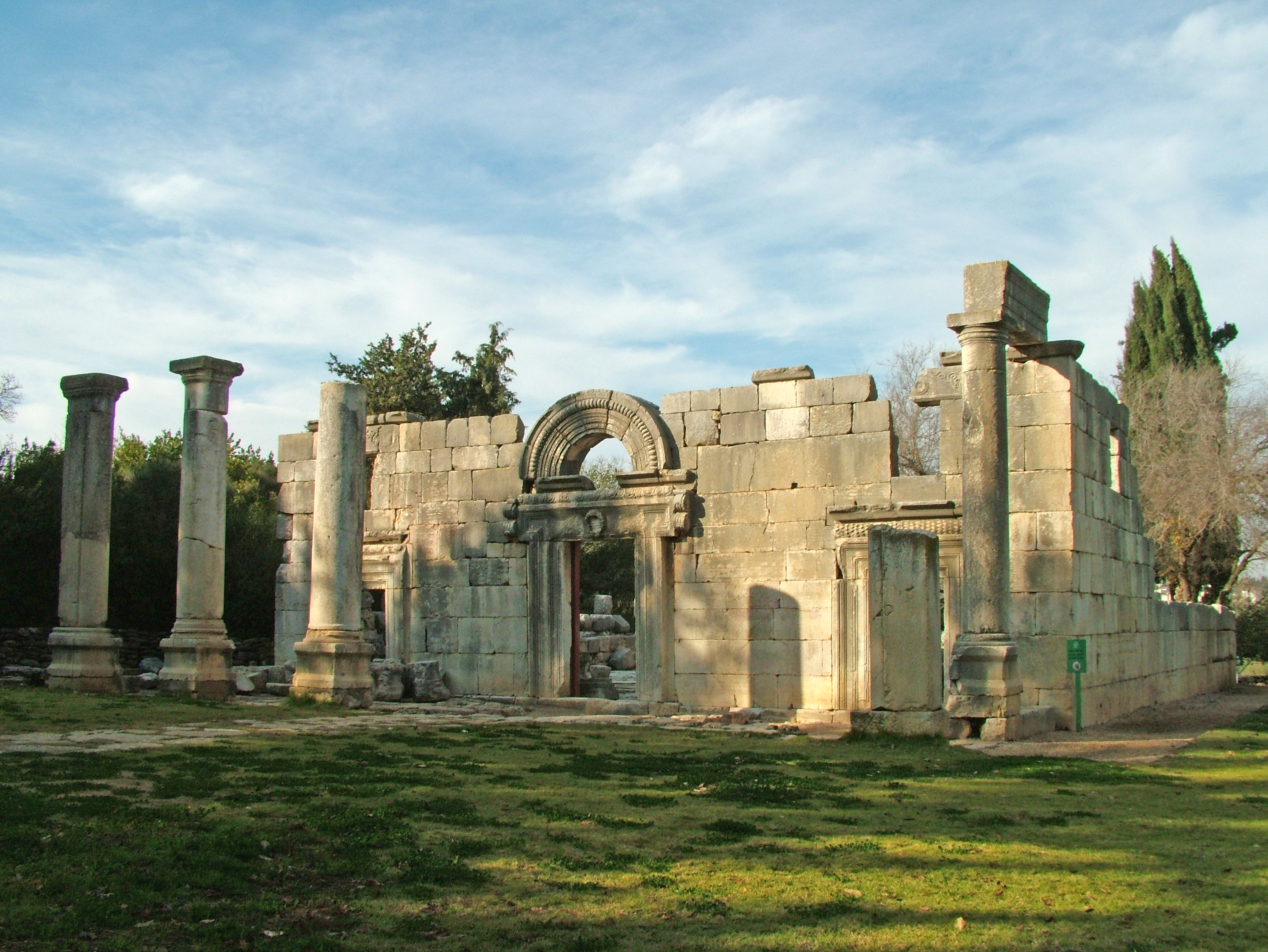
Starověká synagoga v lokalitě Bar'am (respektive Kafr Bir'im)

Les se rozkládá na ploše přes 10 000 dunamů (10 kilometrů čtverečních) a v širším vymezení zasahuje až k obcím Kerem Ben Zimra a Jir'on. Vysadil ho plánovitě Židovský národní fond. První výsadba zde začala v roce 1950. Většina zalesňovacích prací proběhla v letech 1955-1965. Většinou jde o borovicové porosty. V roce 1992 velkou část lesa zničila sněhová kalamita. V následujících letech došlo k jeho obnově, tentokrát již s pestřejší druhovou skladbou. Les je turisticky využívaný a prochází jím i izraelská stezka. Na vrcholku kopce Har Šifra se nachází vyhlídková terasa pojmenovaná na počest Jicchaka Rabina.
Menší část lesa o rozloze cca 1000 dunamů (1 kilometr čtvereční) je začleněna do Přírodní rezervace les Bar'am. Jde o úsek poblíž soutoku Nachal Civ'on a Nachal Dišon s unikátním lesním porostem s vysokým zastoupením dubů. Jde o původní les, který se tu uchoval patrně díky tomu, že byl v majetku maronitské církve.